# Ablaufstruktur
Die Ablaufstruktur veranschaulicht nach REFA die logische Aufeinanderfolge von Teilaufgaben, die zur Erfüllung einer Gesamtaufgabe führen.
Die Abläufe können dabei unterschiedlicher Struktur sein. Das hängt im Wesentlichen davon ab, ob im jeweiligen Arbeitssystem die Tätigkeiten und Arbeitsgegenstände in einfacher Folge verknüpft, oder parallel, oder alternativ sind. Sieben Grundformen von Abläufen werden unterschieden:
- Aufeinanderfolge, eine Struktur ohne Teilungen oder Zusammenführungen,
- Und-Teilung,
- Oder-Teilung,
- Zusammenführung nach einer Und-Teilung,
- Zusammenführung nach einer Oder-Teilung,
- Und-Rückkopplung und
- Oder-Rückkopplung.

Zur REFA-Methodenlehre gehört eine eigene Methode Ablaufstruktur. Da dazu keine Software angeboten wird, hat sie in dieser Form heute eine rein didaktische Bedeutung. Sie ist allerdings in etliche Softwarepakete eingeflossen. Ablaufstrukturen werden unter anderem auch von folgenden Darstellungen abgebildet: Vorgangskettendiagramm, Wertschöpfungskettendiagramm, Netzplantechnik, Folgeplan, Ereignisgesteuerte Prozesskette und Ähnliche.